# Lázeňský dům Inhalatorium
Lázeňský dům Inhalatorium je lázeňská budova v jižní části lázeňského centra Luhačovic.

## Historie
Stavba byla vybudována v roce 1922–23 na místě staršího objektu, který sloužil rovněž jako inhalatorium horké Vincentky. V roce 1987 pak bylo do budovy přivedeno vyústění Janova pramene. V letech 2000–01 byla celá stavba rekonstruována. Od roku 2005 je pak zapsána na seznamu kulturních památek.
Svému původnímu účel slouží doposud.

## Architektura
Architektonický návrh budovy je dílem architektů Josefa Skřívánka a Jana Vodňaruka a v době vzniku se jednalo o jedno z největších inhalatorií v Evropě. Budova je zasazená do svažitého terénu, a zatímco průčelí do ulice je dvoupatrové, průčelí orientované do parku je třípatrové a působí výrazně robustněji. V souvislosti s architektonickými styly je nejčastěji zmiňován klasicizující modernismus, někdy též secese. Nápadnými prvky exteriéru jsou především masivní dvoupatrový portikus a mansardová střecha. V interiéru jsou pak zachovány některé původní technické prvky, například funkční dekompresní komory s tlakově odolnými okny a také originální měřící přístroje.